# Sonnenuhrhaus (Wien-Schönbrunn)

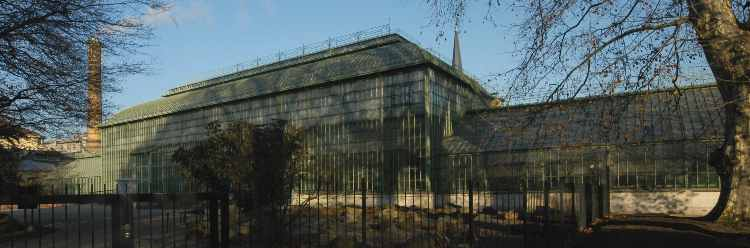
Südfassade des Sonnenuhrhauses

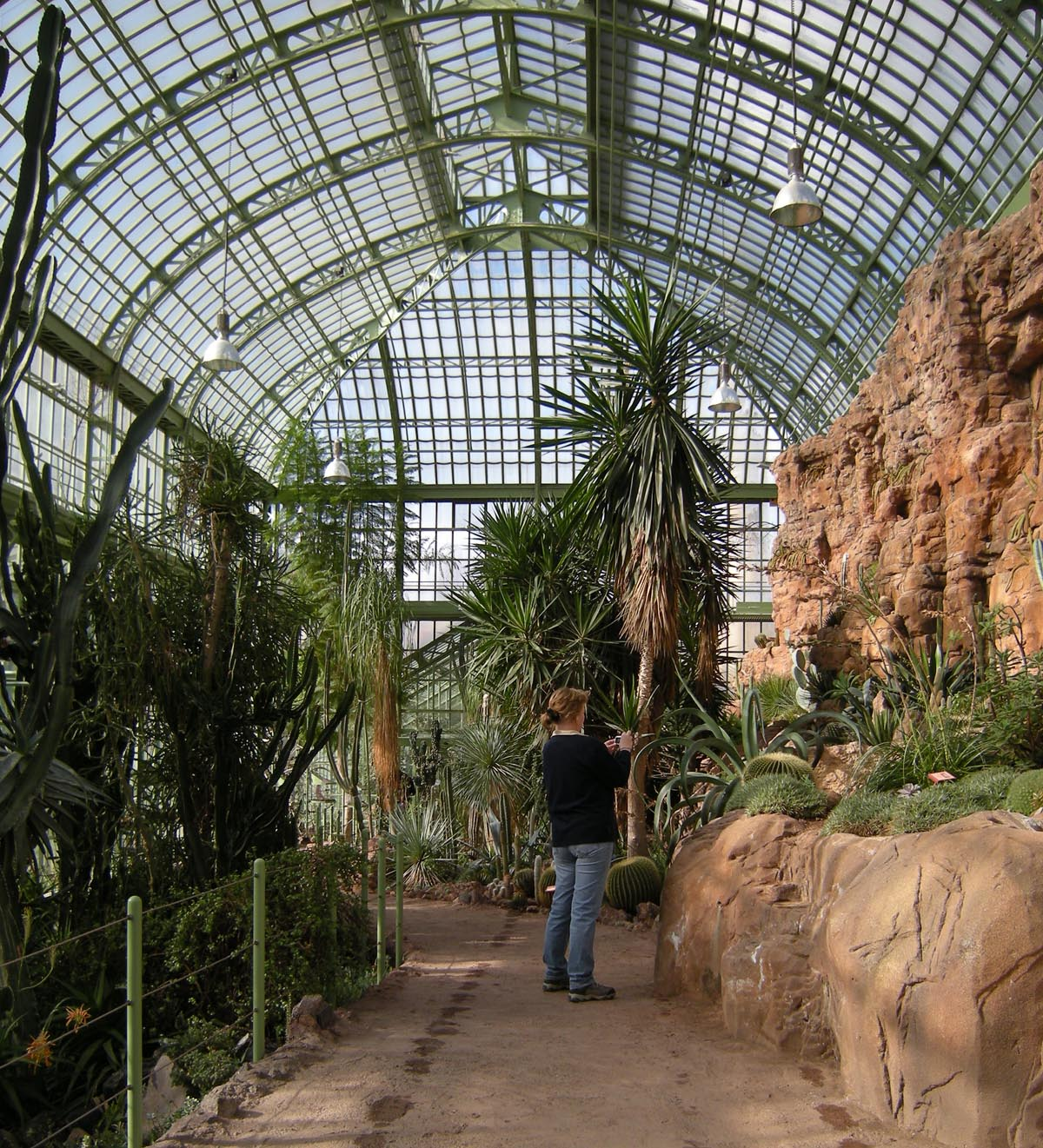
Haupthalle gegen Westen.

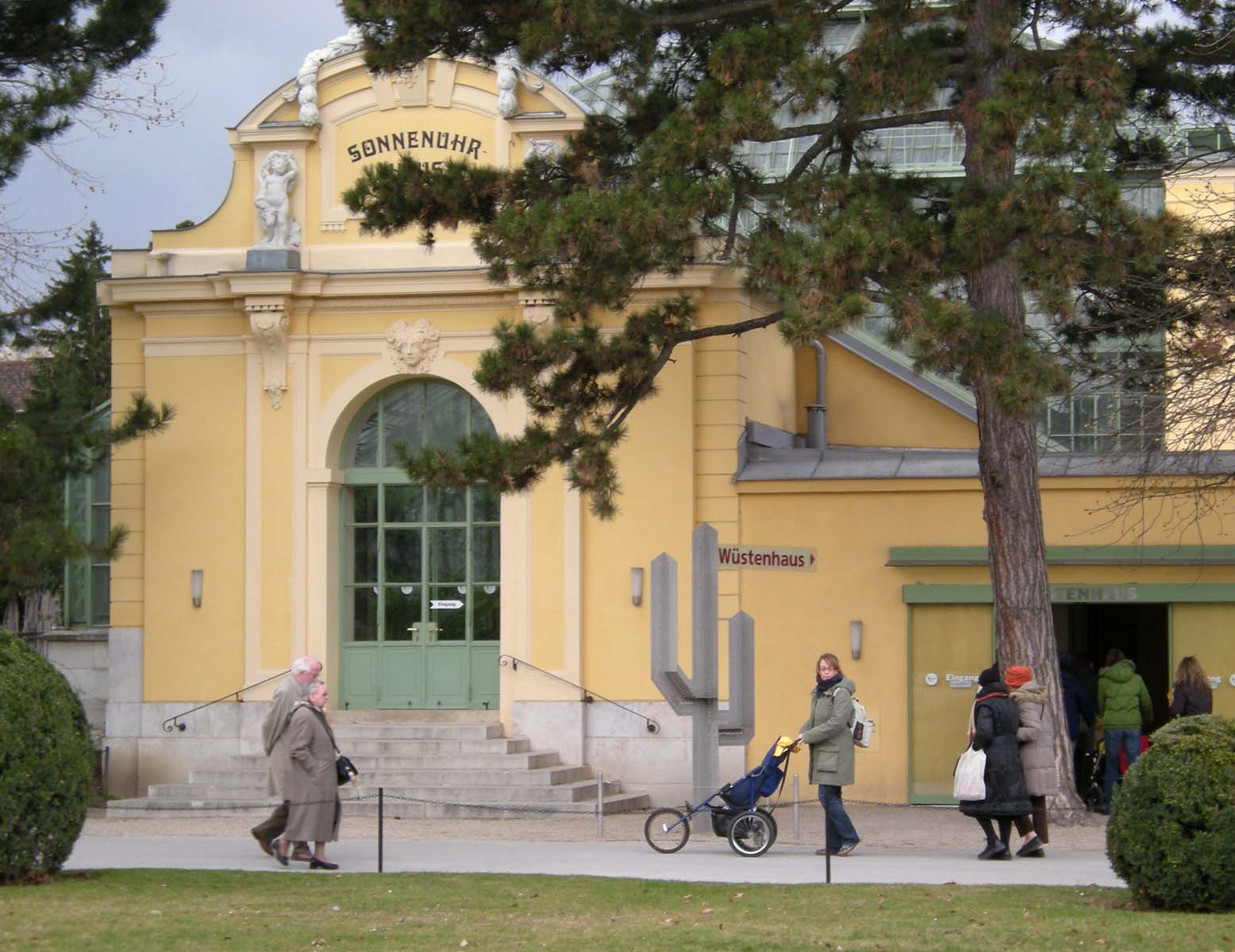
Ostseite, ehemaliger (jetzt geschlossener) Publikumszugang und Wegweiser zum Wüstenhaus-Eingang in Form eines stilisierten Säulenkaktus aus rostfreiem Stahl.

Das 1904 erbaute Sonnenuhrhaus, seit 2004 als Wüstenhaus geführt, ist das jüngste der vier Pflanzenhäuser im Schlosspark Schönbrunn in Wien. Sein jetziges Thema versteht sich als Pendant zum 2002 im benachbarten Tiergarten eröffneten Regenwaldhaus.

## Geschichte
Das wenig auffällige Sonnenuhrhaus liegt gegenüber dem Palmenhaus, direkt am Weg vom Hietzinger Tor zum Tiergarten. Es verdankt seinen Namen der Sonnenuhr, die sich im Gartenbereich südlich des Gebäudes befindet.
Der Diplomat, Forschungsreisende und Begründer der Wiener Gartenbaugesellschaft Karl Alexander Anselm Freiherr von Hügel hatte diesen Bau zum Ersatz eines älteren, den Ansprüchen der Pflanzen nicht genügenden Gewächshauses angeregt. Es sollte zunächst die Pflanzen der von ihm zusammengetragenen umfangreichen Neuholländer-Sammlung aufnehmen, die der Kaiserhof 1848 erworben hatte, und die später um aus Südafrika, Süd- und Nordamerika stammende Pflanzen erweitert wurde, die ähnliche Bedingungen benötigen.
Errichtet wurde es 1904 nach Entwürfen des k.u.k. Hofarchitekten Alphons Custodis.
Während ein Bombenangriff am 21. Februar 1945 die Verglasung des benachbarten Palmenhauses fast völlig zerstörte, blieb ein Großteil der Scheiben des Sonnenuhrhauses erhalten, wohl weil das Palmenhaus zwischen dem bombardierten Areal und dem Haus liegt, und weil die Verglasung des Sonnenuhrhauses (im Gegensatz zum Palmenhaus) annähernd parallel zur Ausbreitung der Druckwellen stand. Etliche Pflanzen aus dem Palmenhaus konnten daher hier in Sicherheit gebracht werden, soweit der Platz dies erlaubte. Auch während der Generalsanierung des Palmenhauses, 1986–1990, diente das Sonnenuhrhaus wieder als Ausweichquartier.
Im April 1990 wurde im Gebäude das erste österreichische Schmetterlingshaus eingerichtet, das man aber 1998 ins Palmenhaus im Burggarten übersiedelte.
Nachdem sich an den Stahlelementen starke Rostschäden gezeigt hatten, wurde das Haus 1998 geschlossen und von 2000 bis 2003 renoviert. Anschließend gestalteten die österreichischen Bundesgärten, die als Nachfolger der k.u.k. Hofgärten das Haus seit 1918 verwalten, in einem Gemeinschaftsprojekt mit dem Tiergarten Schönbrunn in diesem Gebäude das Wüstenhaus. Die Bundesgärten zeigen Sukkulenten, vom Tiergarten beigestellte und betreute Kleintiere wie beispielsweise Wüstenspringmäuse, Reptilien und Vögel beleben die Ausstellung.
Spezialitäten
- Zwei Exemplare (ein männliches und ein weibliches) der vom Österreicher Friedrich Welwitsch 1859 entdeckten Welwitschie, einer seltenen und gefährdeten Wüstenpflanze aus Namibia, die bis zu 2.000 Jahre alt wird. Die beiden Schönbrunner Exemplare stammen allerdings aus dem Botanischen Garten der Frankfurter J.W. Goethe-Universität und sind erst etwa 40 Jahre alt.[2]
- Auch der rosenartig anmutende Laubkaktus wird vorgestellt.

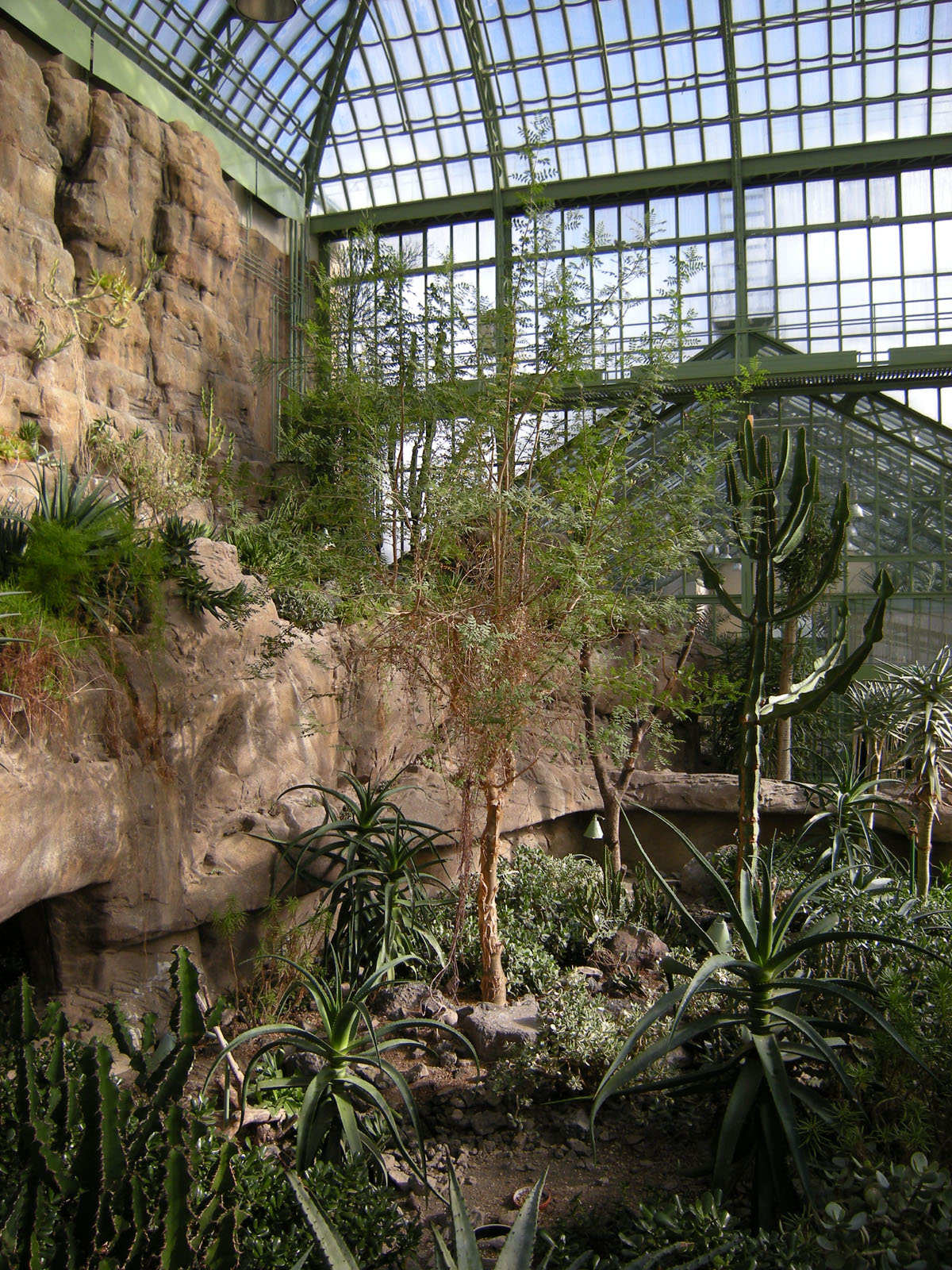
Haupthalle gegen ca. Ost.
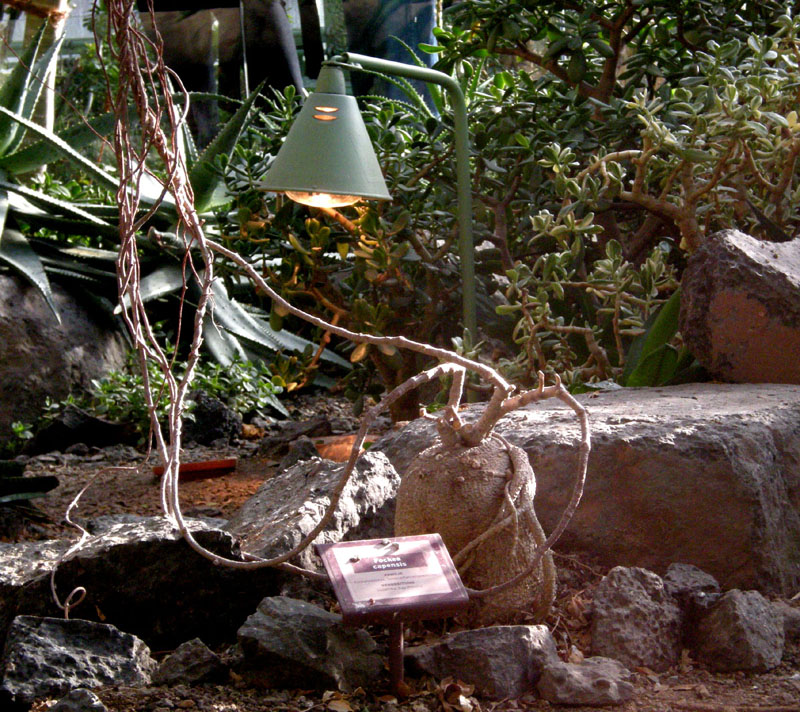
Fockea capensis (F. crispa).
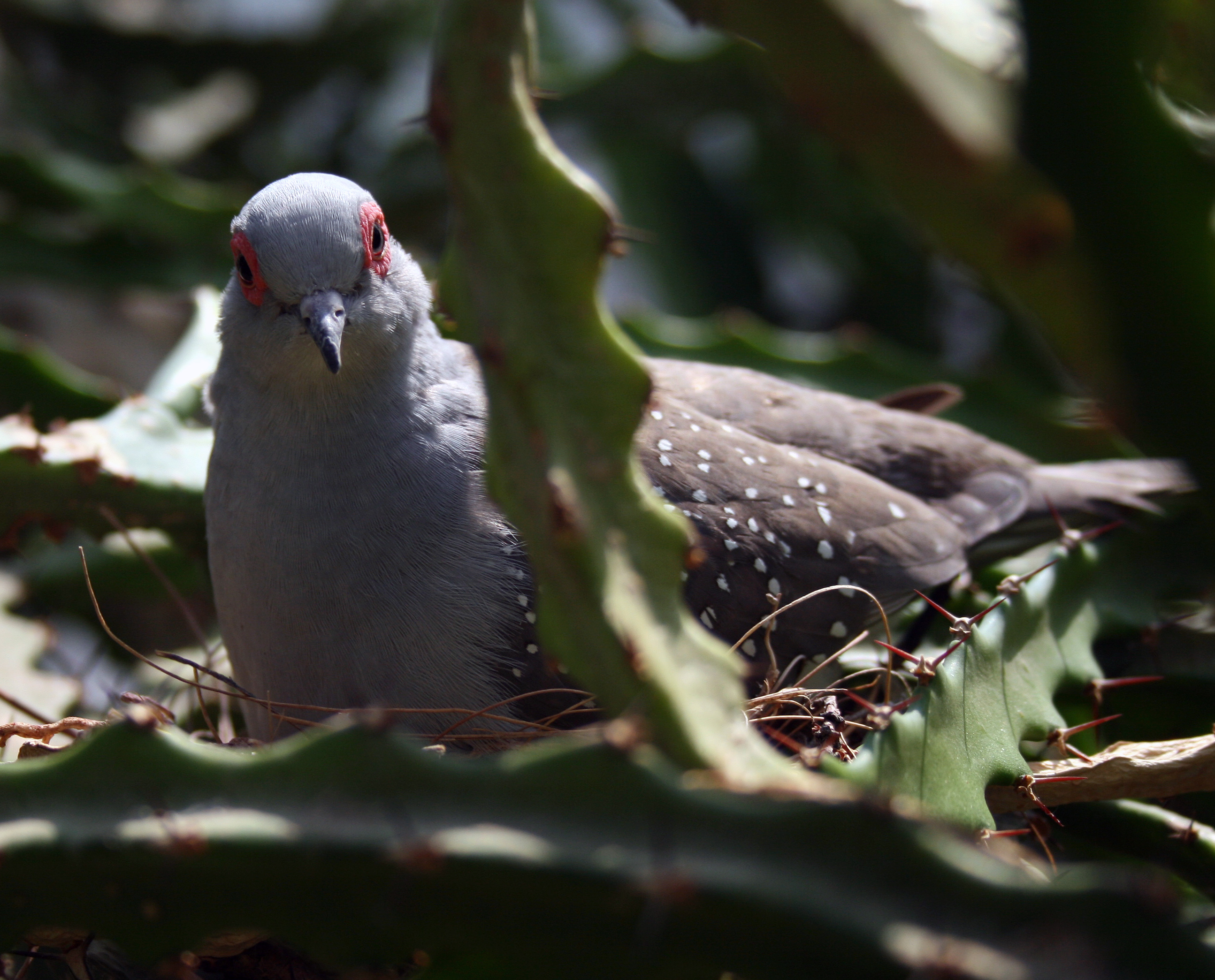
Diamanttaube (Geopelia cuneata)
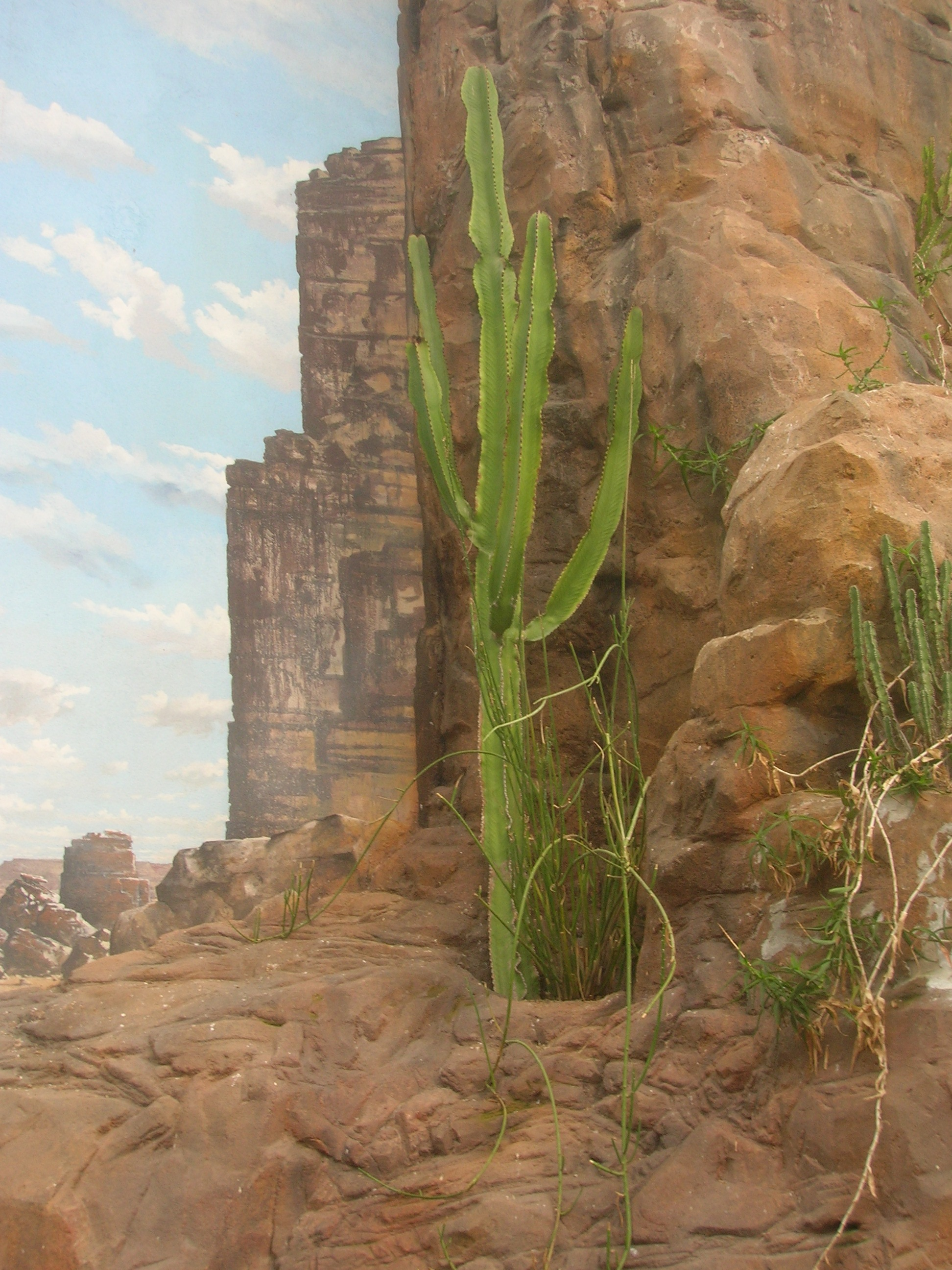
Kakteen vor einem Hintergrundgemälde

## Architektur
Das 95 Meter lange, 14,5 Meter breite und 15 Meter hohe Bauwerk ist am Dach und südseitig vollständig verglast, während die Nordseite aus einer gemauerten Wand besteht. Die 1.300 Quadratmeter Gesamtfläche sind der Länge nach in drei Abteilungen gegliedert; die an den Mittelteil anschließenden beiden Flügel werden ostseitig als bepflanzter Eingangsbereich genutzt, westseitig als Kalthaus.